# Leptoconchus inpleuractis
Leptoconchus inpleuractis is een slakkensoort uit de familie van de Muricidae. De wetenschappelijke naam van de soort is voor het eerst geldig gepubliceerd in 2011 door A. Gittenberger & E. Gittenberger.